# لورال اسپیس
لورال اسپیس (انگلیسی: Loral Space) شرکت مخابرات ماهواره‌ای آمریکایی است، که در سال ۱۹۹۶ تأسیس شد.